# 和木町
和木町（わきちょう）は、山口県本土部の最東にある町。玖珂郡で唯一残る町である。

## 地理
山口県と広島県との県境に位置する小瀬川河口部の堆積地上に位置する。町域は南側は岩国市に囲まれ、北側は県境である小瀬川を挟んで広島県大竹市と接し、東側は瀬戸内海に面している。
町東部（和木地区）には、町役場を含む主要な公共施設や交通・産業施設の過半が集まる干拓地や埋立地を含む低地が存在する。他の地域（瀬田地区・関ヶ浜地区）は山地がその多くを占め、小瀬川の支流域に古くからの集落が形成されている。

### 自然
- 河川：小瀬川

### 人口
| |                                        |  |
| 和木町と全国の年齢別人口分布（2005年） | 和木町の年齢・男女別人口分布（2005年） |  |
| ■紫色 ― 和木町 ■緑色 ― 日本全国 | ■青色 ― 男性 ■赤色 ― 女性              |  |
| 和木町（に相当する地域）の人口の推移 \| 1970年（昭和45年） \| 7,740人 \| \| \| 1975年（昭和50年） \| 8,022人 \| \| \| 1980年（昭和55年） \| 7,516人 \| \| \| 1985年（昭和60年） \| 7,328人 \| \| \| 1990年（平成2年） \| 7,086人 \| \| \| 1995年（平成7年） \| 6,959人 \| \| \| 2000年（平成12年） \| 6,732人 \| \| \| 2005年（平成17年） \| 6,441人 \| \| \| 2010年（平成22年） \| 6,378人 \| \| \| 2015年（平成27年） \| 6,285人 \| \| \| 2020年（令和2年） \| 6,034人 \| \| |                                        |  |
| 総務省統計局 国勢調査より |                                        |  |
| 1970年（昭和45年） | 7,740人                                |  |
| 1975年（昭和50年） | 8,022人                                |  |
| 1980年（昭和55年） | 7,516人                                |  |
| 1985年（昭和60年） | 7,328人                                |  |
| 1990年（平成2年） | 7,086人                                |  |
| 1995年（平成7年） | 6,959人                                |  |
| 2000年（平成12年） | 6,732人                                |  |
| 2005年（平成17年） | 6,441人                                |  |
| 2010年（平成22年） | 6,378人                                |  |
| 2015年（平成27年） | 6,285人                                |  |
| 2020年（令和2年） | 6,034人                                |  |

近年の減少傾向にある人口への対策と推測される、町内での住宅建設に対する建設補助金の交付や借入金への利子補給などの定住者増加施策が実施されている。

### 地名
和木村は発足時より3大字があった。1979年、各大字ごとに住居表示が実施され、各大字と同名の町が発足した。ただし、大字和木は全域が住居表示が実施されたため、大字としては消滅した。
- 和木1丁目 - 6丁目
- 瀬田1丁目 - 4丁目（当初は2丁目まで。1988年に3丁目、1999年に4丁目を追加）
- 大字瀬田
- 関ケ浜1丁目 - 2丁目
- 大字関ケ浜

## 産業

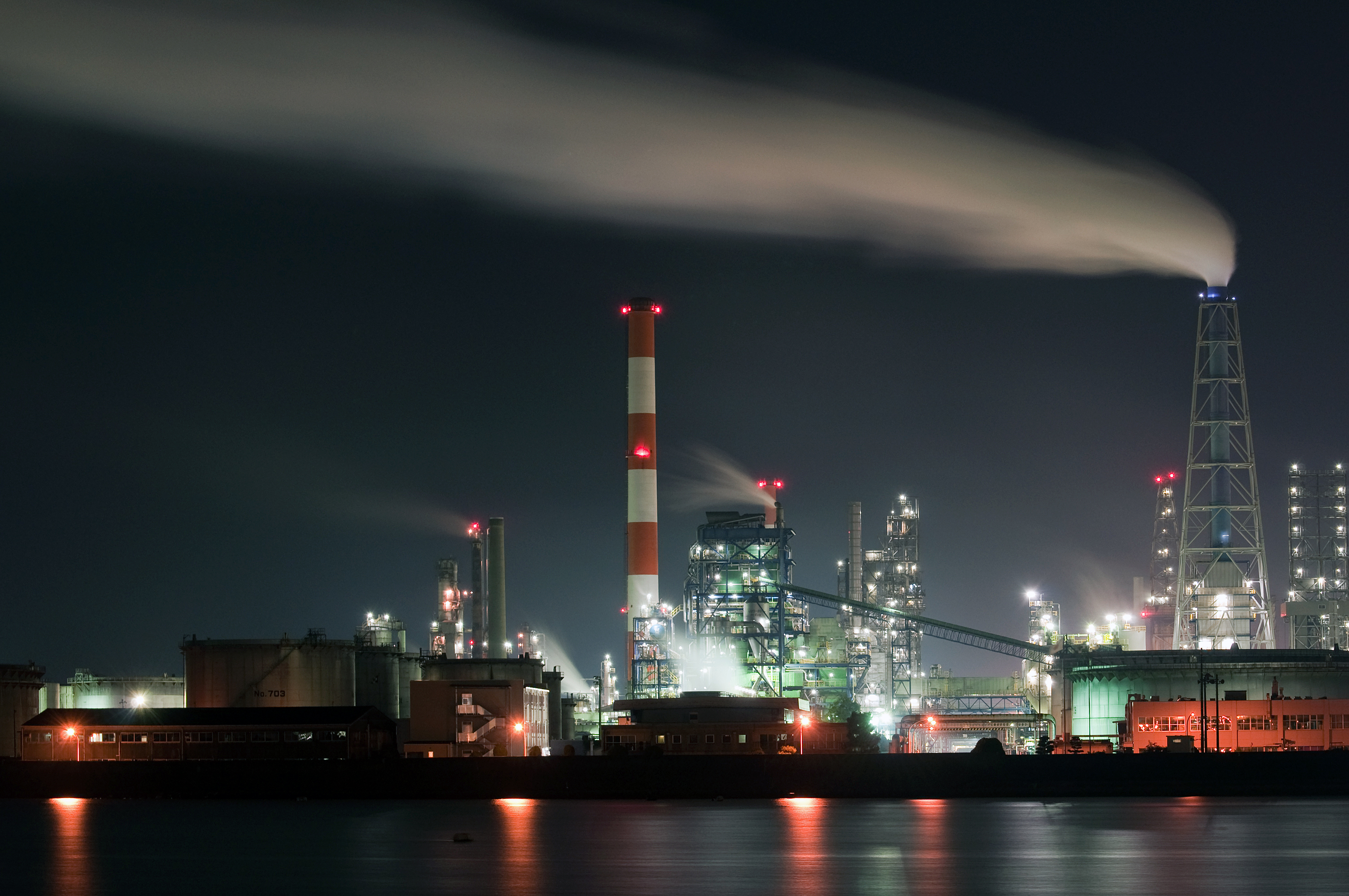
ENEOS麻里布製油所

恵まれた立地環境を生かした重化学工業が町の主要な産業となっており、瀬戸内工業地域の一角を占める。これらの工場からの税収入により町財政にはゆとりがあるといわれており、幼稚園、小学校、中学校の給食は無料である。なお町内に製油所があるにもかかわらず、ガソリンスタンドが存在しないSS過疎地となっている。
- 三井化学岩国大竹工場（広島県大竹市、山口県岩国市に跨る）
- ENEOS麻里布製油所

## 教育
- 和木町立和木中学校
- 和木町立和木小学校
- 和木町立和木こども園
- 和木町立和木幼稚園
  - 昭和50年代までは他に2つの町立幼稚園があったが、現在は本園に統合されている[2]。
  - 和木町立和木こども園と統合
- 和木町立和木保育所
  - 和木町立和木こども園と統合

なお、町内に高等学校はない。

## 歴史
- 1889年（明治22年）4月：町村制に伴う合併促進（明治の大合併）により、和木村（当時）・瀬田村・関ヶ浜村、小瀬村（現在の岩国市小瀬地区）が合併し、小瀬川村が成立。初代村長の就任日は1889年6月11日。
- 1899年（明治32年）4月1日：小瀬川村を廃止し、小瀬村（小瀬）と和木村（和木・瀬田・関ヶ浜）に分割。現在の和木町の町域が確定。
- 1957年（昭和32年）3月22日：新市町村建設促進法（いわゆる「昭和の大合併」の根拠法令の一つ）に基づく、岩国市との合併を促す山口県知事からの合併勧告が岩国市および和木村へ出るが、和木村がこれを拒否。
- 1958年（昭和33年）9月20日：新市町村建設促進法の規定に基づく、総理大臣による岩国市との合併を促す合併勧告が出るが、和木村がこれを拒否。
- 1973年（昭和48年）4月1日：町制施行。
- 1976年（昭和51年）11月17日：現在供用されている赤レンガ外観の庁舎が完成（落成式は同月23日）。庁舎の設計者は黒川紀章[2]。
- 1979年（昭和54年）8月6日：住居表示制度に基づく住所表示を実施。
- 1988年（昭和63年）8月1日：つつじヶ丘団地が完成。瀬田3丁目新設。
- 1999年（平成11年）5月22日：山口県住宅供給公社[3]により、蜂ヶ峰団地（瀬田4丁目）の分譲を開始。
- 2002年（平成14年）10月25日：岩国地区広域市町村圏協議会において、岩国市等との合併（いわゆる「平成の大合併」）を前提とした形では、協議会へ参加しない事を表明。

## 行政
- 町長：米本正明（2021年8月24日就任、3期目）

## 議会

### 和木町議会
- 定数：10人[4]
- 任期：2023年 - 2027年4月29日[5]
- 議長：兼本信昌（連続3度目）[6]
- 副議長：森脇明美[6]

## 姉妹都市・提携都市
- 北海道恵庭市
  - 1979年7月10日提携 : 1886年（明治19年）に和木町より集団入植があり恵庭の礎を築いたため。

## 交通

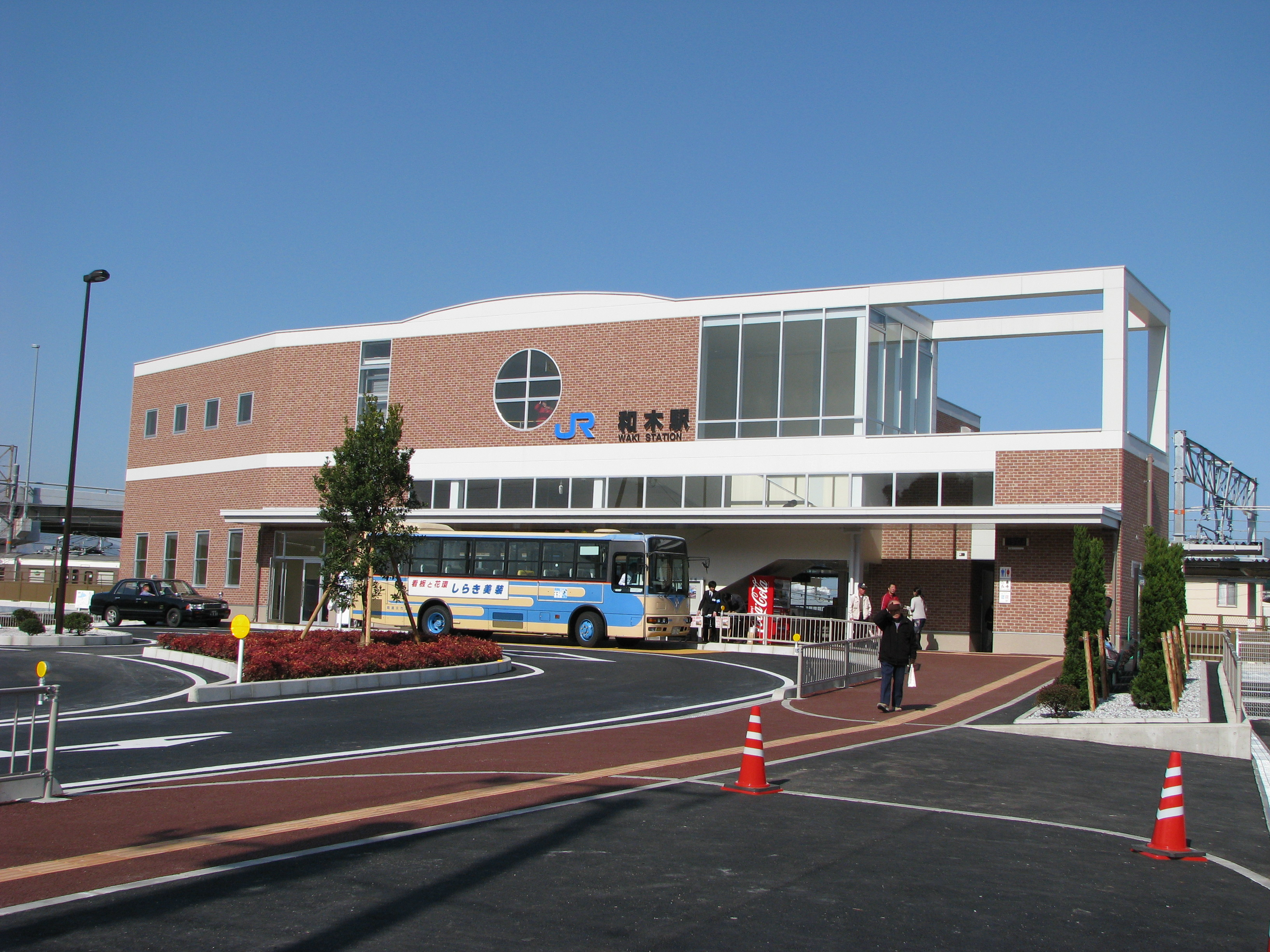
和木駅

### 鉄道
- 西日本旅客鉄道（JR西日本）
  - 山陽本線：和木駅
    - 2008年3月15日開業。和木町が費用を負担した請願駅として設置。

小瀬川の対岸にある大竹駅、または岩国駅を利用する者も多い。

### 路線バス
- いわくにバス - 岩国駅と和木駅を結ぶ1路線がある。途中、新港を経由する。和木町内の停留所は和木駅のみ。かつては和木駅以外にも町内に路線があったが現在は撤退した。
- 和木町コミュニティバス - 町内各地と和木駅および町内施設を連絡する。

### 道路
- 一般国道
  - 国道2号：町内東部となる、山陽本線の東側を南北に貫いている。
- 県道
  - 山口県道135号北中山岩国線：和木町役場の前を経由している。
  - 山口県道・広島県道1号岩国大竹線：西部を通過。

## 通信

### 市外局番
市外局番は0827（20 - 50、52 - 99）となっている。天気予報は山口県東部地方の0827-177である（広島県南部地方の0827-5-177ではない）。なお、大竹市（並びに廿日市市の一部）は広島県に属するが、電話に関しては山口県扱いとなる。
- 0827（20 - 50、52 - 99）エリア（岩国MA）
  - 広島県：大竹市、廿日市市の一部
  - 山口県：岩国市・和木町

### 郵便番号
郵便番号は、以下の通りとなっている。
- 岩国郵便局（岩国市）：740-00xx、740-85xx、740-86xx、740-87xx、741-00xx、741-85xx、741-86xx、741-87xx[注釈 1]

## 町内の主な施設
- 蜂ヶ峯総合公園
- 瀬田八幡宮：本殿が山口県指定文化財である（1998年〈平成10年〉指定）

## 著名な出身者
- 正木慎也（俳優、タレント、歌手。男性アイドルグループ「忍者」の元メンバー）
- 平岡祐太（俳優）
- 村重杏奈（タレント、元HKT48） - 2024年、和木町PR大使に就任した[7]。